# Giro dei Paesi Bassi
Il Giro dei Paesi Bassi (nl.: Ronde van Nederland) era una corsa a tappe di ciclismo su strada maschile che si tenne nei Paesi Bassi tra il 1948 e il 2004.

## Storia
La prima edizione fu organizzata nel 1948 con dieci tappe, la prima con partenza dalla diga di Amsterdam e l'ultima con arrivo allo stadio olimpico che aveva ospitato le Olimpiadi del 1928. Tradizionalmente l'arrivo dell'ultima tappa fu poi posto a Landgraaf.
Nel 2005 la corsa è stata estesa anche al Belgio e al Lussemburgo ed ha assunto la denominazione di Eneco Tour, essendo inoltre riconosciuta come una delle manifestazioni dell'UCI ProTour.

## Albo d'oro

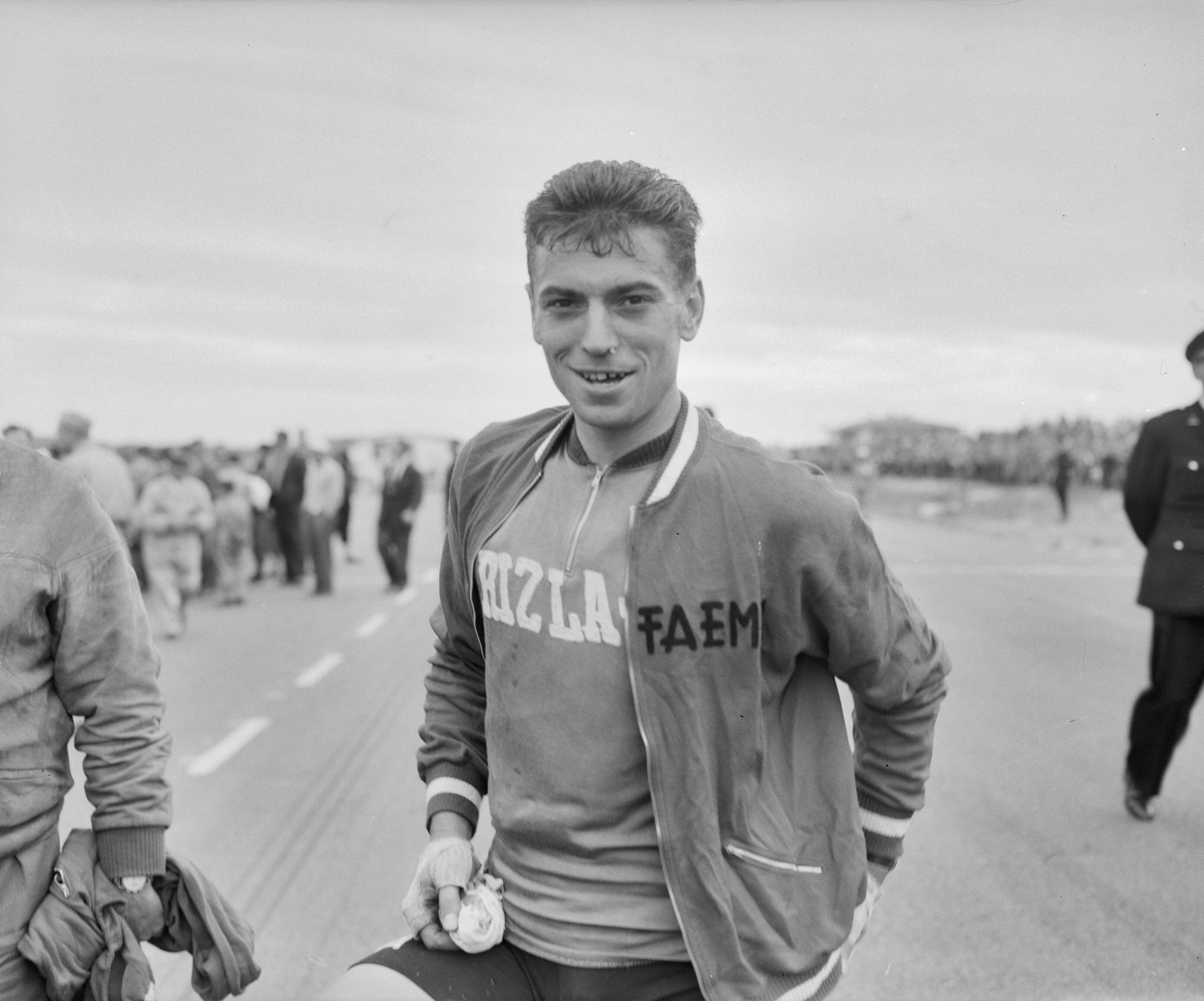
Il belga Rik Van Looy sul Circuito di Zandvoort dopo aver vinto la 3ª tappa del Giro dei Paesi Bassi del 1956

Aggiornato all'edizione 2004.
| Anno | Vincitore             | Secondo                  | Terzo                 |
| ---- | --------------------- | ------------------------ | --------------------- |
| 1948 | Emile Rogiers         | Jean Goldschmit          | Arie Vooren           |
| 1949 | Gerrit Schulte        | Désiré Keteleer          | Bouk Schelligerhoudt  |
| 1950 | Henk Lakeman          | Jules Depoorter          | Norbert Callens       |
| 1951 | Jean Bogaerts         | Joseph Van Stayen        | Jos De Feyter         |
| 1952 | Wim van Est           | Wout Wagtmans            | Gerrit Voorting       |
| 1954 | Wim van Est           | Gerrit Schulte           | Gerrit Voorting       |
| 1955 | Piet Haan             | Wim van Est              | Hein van Breenen      |
| 1956 | Rik Van Looy          | Guido Carlesi            | Wim van Est           |
| 1957 | Rik Van Looy          | Wim van Est              | Piet van den Brekel   |
| 1958 | Piet van Est          | Peter Post               | Léo van den Brand     |
| 1960 | Peter Post            | Roger Baens              | Coen Niesten          |
| 1961 | Dick Enthoven         | Huub Zilverberg          | Joop Captein          |
| 1963 | Lex van Kreuningen    | Lambert van de Ven       | Théo Nijs             |
| 1965 | Jan Janssen           | Bastian Aliepaard        | Jozef Huysmans        |
| 1975 | Joop Zoetemelk        | Frans Verbeeck           | Gérard Vianen         |
| 1976 | Gerrie Knetemann      | Ludo Peeters             | Jos Jacobs            |
| 1977 | Bert Pronk            | Sean Kelly               | Rudy Pevenage         |
| 1978 | Johan van der Velde   | Etienne Van Der Helst    | Rudy Pevenage         |
| 1979 | Jan Raas              | Gerrie Knetemann         | Daniel Willems        |
| 1980 | Gerrie Knetemann      | Ludo Delcroix            | Gery Verlinden        |
| 1981 | Gerrie Knetemann      | Hennie Kuiper            | René Martens          |
| 1982 | Bert Oosterbosch      | Jan Raas                 | Gerrie Knetemann      |
| 1983 | Adrie van Houwelingen | Johnny Broers            | Herman Frison         |
| 1984 | Johan Lammerts        | Jos Lammertink           | Gert-Jan Theunisse    |
| 1985 | Eric Vanderaerden     | Theo De Rooy             | Adrie van Houwelingen |
| 1986 | Gerrie Knetemann      | Gerrit Solleveld         | Peter Pieters         |
| 1987 | Teun van Vliet        | Marc Sergeant            | Adrie van der Poel    |
| 1988 | Thierry Marie         | Erik Breukink            | Peter Stevenhaagen    |
| 1989 | Laurent Fignon        | Thierry Marie            | Eddy Schurer          |
| 1990 | Jelle Nijdam          | Erik Breukink            | Thierry Marie         |
| 1991 | Frans Maassen         | Olaf Ludwig              | Eddy Schurer          |
| 1992 | Jelle Nijdam          | Thierry Marie            | Laurent Bezault       |
| 1993 | Erik Breukink         | Jelle Nijdam             | Olaf Ludwig           |
| 1994 | Jesper Skibby         | Djamolidine Abdoujaparov | Dario Bottaro         |
| 1995 | Jelle Nijdam          | Vjačeslav Ekimov         | Flavio Vanzella       |
| 1996 | Rolf Sørensen         | Lance Armstrong          | Vjačeslav Ekimov      |
| 1997 | Erik Dekker           | Peter Meinert Nielsen    | Jan Ullrich           |
| 1998 | Rolf Sørensen         | Vjačeslav Ekimov         | Peter Van Petegem     |
| 1999 | Serhij Hončar         | Erik Dekker              | Dylan Casey           |
| 2000 | Erik Dekker           | Robert Hunter            | Servais Knaven        |
| 2001 | Léon van Bon          | Erik Dekker              | Serhij Hončar         |
| 2002 | Kim Kirchen           | Erik Dekker              | Víctor Hugo Peña      |
| 2003 | Vjačeslav Ekimov      | Bradley McGee            | Serhij Hončar         |
| 2004 | Erik Dekker           | Vjačeslav Ekimov         | Marc Wauters          |